# Joseph A. Cannataci
Joseph A. Cannataci (* Januar 1961 in Malta) ist ein maltesischer Rechtswissenschaftler und  Professor an der Universität Malta der auf Informationstechnologierecht spezialisiert ist und seit Juli 2015 erster Sonderberichterstatter der Vereinten Nationen für das Recht auf Privatsphäre ist.

## Werdegang
1979 absolvierte er das De La Salle College (Malta).
1984 schloss er ein Studium der Rechtswissenschaft an der Universität Malta ab, wo er 1986 promoviert wurde.
1987 schloss er ein Studium des IT-Recht an der Universität Oslo ab.
Im Dezember 1988 erhielt er eine Professur an der Universität Malta.
Seit 2006 ist er Gastprofessor am Institut für Recht der University of Central Lancashire.
Seit 2017 ist er Dekan für Informationspolitik und Governance, Universität Malta, Fakultät für Information und Wissen.

## Sonderberichterstatter der Vereinten Nationen für Datenschutzrechte
Im Juli 2015 wurde er vom UN-Menschenrechtsrat zum Sonderberichterstatter der Vereinten Nationen für Datenschutzrechte ernannt.
Im Artikel 12 der Allgemeinen Erklärung der Menschenrechte wird ein Recht auf Privatsphäre am 10. Oktober 1948 akklamiert und postuliert. Cannatacis Amt wurde 2015 aufgrund der Berichte von Edward Snowden über den National Security Agency geschaffen.
2016 war er Preisträger des Brandeis Award (privacy) Lewis Brandeis Privacy Award.

### Investigatory Powers Commissioner’s Office
Im August 2015 bezeichnete er die britische Aufsicht der Überwachung als Witz.
Im Juli 2016 verabschiedete das britische House of Commons den Investigatory Powers Act 2016.

### 18. Mai 2017 Besorgnis über japanische Terrorismusvorbereitungsverbrechen
Am 18. Mai 2017 veröffentlichte er einen Brief an Premierminister Shinzo Abe über die Änderung des systematischen Strafgesetzes zur Einführung von Japans „Terrorismusvorbereitungsverbrechen“
Das japanische Parlament beschloss am 15. Juni 2017 ein Gesetz gegen verschwörerischen Terror.
Cannataci brachte im Brief eine Besorgnis darüber zum Ausdruck, dass "die Privatsphäre und die Meinungsfreiheit eingeschränkt werden könnten.

### Überwachung im Namen der Bekämpfung der Coronavirus-Pandemie
Die Überwachung im Namen der Bekämpfung der Coronavirus-Pandemie stellt eine langfristige Bedrohung der Privatsphäre dar, warnte Cannataci in einem Interview mit Umberto Bacchi.

## Aktivitäten
Er hat auch den Lehrstuhl für Europäische Informationspolitik und -technologie an der Universität Groningen in den Niederlanden inne. Außerdem ist er außerordentlicher Professor am Security Research Institute und an der School of Computer and Security Science der Edith Cowan University in Australien, wo er Forschungen zum datenschutzbezogenen Verhalten und zur Wahrnehmung indigener Völker durchführt.
Er hat ausführlich über Datenschutzrecht, Haftung für Expertensysteme, rechtliche Aspekte der medizinischen Informatik, Urheberrecht an Computersoftware und mitverfasste Artikel und Lehrbuchkapitel über Selbstregulierung und Internet, EU-Verfassung und Datenschutz sowie Online-Streitbeilegung geschrieben, Vorratsdatenspeicherung und Polizeidaten. Sein letztes Buch „The Individual & Privacy“ wurde im März 2015 veröffentlicht.
2002 wurde er von der Republik Frankreich ausgezeichnet und zum Officier dans la Ordre des Palmes Académiques ernannt. Er hat Forschungsstipendien der British Academy, des Europarates, von COST, der UNESCO und der Europäischen Kommission erhalten.